# Isolitaphididae
Isolitaphididae – wymarła rodzina owadów z rzędu pluskwiaków i infrarzędu mszyc. Obejmuje dwa kredowe rodzaje, znane wyłącznie z bursztynu birmańskiego.

## Taksonomia
Takson ten wprowadzony został w 2017 roku przez George’a Poinara Juniora jako monotypowy, zawierający tylko rodzaj Isolitaphis. Zaliczony on został do nadrodziny mszyc właściwych (Aphidoidea). Drugi rodzaj z tej rodziny, Hormatalis, opisali w 2018 roku Piotr Węgierek i Wang Bao. Autorzy tejże publikacji przeprowadzili analizę filogenetyczną, która potwierdziła jej monofiletyzm, a jako jej grupę siostrzaną wskazała klad obejmujący rodzaje Aphis i Hormaphis.
Oba rodzaje zawierają pojedyncze gatunki, opisane na łamach „Cretaceous Research”, na podstawie pojedynczych inkluzji organicznych w bursztynie birmańskim, odnalezionym w dolinie Hukawng i datowanym na cenoman w kredzie.

## Morfologia
Mszyce te osiągały 1,5–2,5 mm długości ciała. Głowa ich miała poprzeczny kształt i pozbawiona była szwów epikranialnych i bocznych. Czułki zbudowane były z 10 członów; ich biczyk miał człon trzeci krótszy od pozostałych, które z kolei były równych długości. Kłujka sięgała aż do bioder tylnej pary odnóży. Skrzydło przedniej pary miało krótką i szeroką pterostygmę. Jego użyłkowanie cechowało się rozwidloną żyłką kostalną, odchodzącą od wspólnego pnia u nasady pterostygmy i podzieloną na trzy gałęzie żyłką medialną oraz biorącym początek tuż przed środkiem długości pterostygmy sektorem radialnym. Tylne skrzydło miało dwie komórki kubitalne. Odwłok zaopatrzony był w syfony, a u samicy także w pokładełko. Charakterystyczną cechą Hormatalis było pokrycie odwłoka sześcioma rzędami woskowych płytek.